# Sérgio de Vasconcellos Corrêa
Sérgio Oliveira de Vasconcellos Corrêa (São Paulo, 1934) is een hedendaags Braziliaans componist, professor in de muziek en muziekpedagoog.

## Levensloop
Zijn eerste pianoles kreeg hij van Ilíria Serato. Zijn studies deed hij aan het Conservatório Dramático e Musical de São Paulo en hij gradueerde in 1953. In 1955 begon hij zijn studie van de harmonieleer bij Martin Braunwiser en Eleazar de Carvalho. Van 1956 tot 1968 studeerde hij compositie bij Mozart Camargo Guarnieri. Verder studeerde hij bij Simon Blech en Hans Swarowski in Europa. Spoedig werd hij bekend als componist in Brazilië en in het buitenland. Zijn composities werden met talrijke prijzen in binnen- en buitenland onderscheiden, o.a. 1974 met de prestigieuze Prêmio Governador do Estado de São Paulo voor zijn Concertino para Trompete e Orquestra.
Als muziekpedagoog introduceerde hij radio en televisie bij de muzikale opleiding in Brazilië. Verder was hij muziekcriticus voor de bladen Folha de São Paulo en O Estado de São Paulo. Hij is stichter en voorzitter van de Academia Paulista de Música en eveneens sinds 1988 lid van de Academia Brasileira de Música. Tegenwoordig is hij professor voor harmonieleer, contrapunt en compositie aan de Universidade Estadual Paulista "Júlio de Mesquita Filho" (UNESP) te São Paulo.
Zijn oeuvre omvat werken voor orkest, concerten voor verschillende instrumenten en orkest, harmonieorkest, kamer-, koor- en toneelmuziek.

## Composities

### Werken voor orkest
- 1962 Suite Piratiningana voor orkest
- 1965 9 Variacoes Sobre "A Mare Encheu" para Clarinete e Orquestra de Cordas
- 1967 Concertino voor trompet en orkest
- 1967/1969 Concertino voor piano en orkest
- 1969/1970 Concertante voor percussie en orkest
- 1981 Concerto voor piano en orkest
- 1987 Homenagem a Villa-Lobos voor piano en strijkers
  1. Seresta
  2. Choro
- 1992 Concerto do Agreste voor gitaar en orkest (ook voor altviool en orkest)
- 2000 7 anos de pastor
- Três peças para orquestra de cordas

### Werken voor harmonieorkest
- 1998 Sinfonia No.1 "Anoia" voor harmonieorkest, contrabas en percussie
- Suíte Piratiningana, voor harmonieorkest

### Toneelwerken
- 1991 Tibiqüera opera voor kinderen - libretto: Érico Veríssimo
- Retábulo de Santa Joana Carolina ópera ainda inacabada

### Koormuziek
- 1972 Canoinha Nova; Adeus, Adeus
- 1974 Moacaretá voor gemengd koor
- 1975 Fraternidade voor sopraan, mezzosopraan en twee gemengde koren
- 1988 Anda à roda voor gemengd koor, uit de serie: Colecao De Arranjos Corais De Musica Folclorica Brasileira
- 1988 Dai-Me Licença voor gemengd koor, uit de serie: Colecao De Arranjos Corais De Musica Folclorica Brasileira
- Dez peças para coro
  1. Pedro José M. Nunes Garcia: Libera-me
  2. Camargo Guarnieri: Em memória de meu pai
  3. A. Theodoro Nogueira: Canto de Natal
  4. Alberto Siciliani: Pai nosso
  5. Sílvio Baccarelli: Ave Maria
  6. Breno Blauth: Caranguejo T-71
  7. S. Vasconcellos Corrêa: Ilda vá dormí
  8. Presépio
  9. Amaral Vieira
  10. Retorno à vida
  11. Celso Monjola
  12. Ave Maria
- Moacaretá voor gemengd koor
- Orubá-Orubá voor gemengd koor

### Kamermuziek
- 1961 Seresta voor piano
- 1964 Trio voor viool, cello en piano
- 1966 10 Cantos Populares Infantis voor blazerkwintet
- 1978 Potyron voor piano en percussie
- 1980 Cordel I voor viool en piano
- 1995 Contrastes voor piano
- Acalanto para Isabelle voor piano
- Harmonia e Improvisação voor piano
- Maneiroso (Estudo em forma de chôro) voor altviool
- Ponteios voor piano
  1. Pregão
  2. Brincando
  3. Cantando
  4. Falando Sério
  5. Boas Lembranças
  6. Requebrando
  7. Matutando
  8. Bamboleando
  9. Tristonho
  10. O Samba nas mãos
  11. Feliz
  12. Sonho Realizado
- Seis peças para violão
  1. Ponteando
  2. Jongo
  3. Valsa de antigamente
  4. Moda
  5. Aperreado (baião)
  6. Manhoso (choro)
- Sonata para trompete e piano
- Quatro peças para piano
  1. Almeida Prado
  2. Poesilúdio 12 (Noites de Iansã)
  3. Eduardo Escalante: Marcha
  4. Marlos Nobre: Frevo